# Sabazia
Sabazia là một chi thực vật có hoa trong họ Cúc (Asteraceae).

## Loài
Chi Sabazia gồm các loài: